# استکهلم (شخصیت خانه کاغذی)
مونیکا گاستامبیده (استکهلم) یک شخصیت داستانی در مجموعه خانه کاغذی است که توسط استر آسبو به تصویر کشیده شده. 
او نقش یک منشی را در ضرابخانه دارد که در سرقت عاشق دنور میشود و یک شخصیت احساسی و نگران دارد. 
مونیکا در یک ازدواج نامشروع با آرتورو رومان باردار شد. زمانی که سرقت شروع شد او عاشق دنور شد و پسرش را با دنور بزرگ کرد. در سرقت دوم (خزانه ملی اسپانیا) آرتورو شخصا وارد بانک شد تا استکهلم را پیش خودش برگرداند.